# Красная Звезда (Башкортостан)
Красная Звезда (баш. Красная Звезда) — деревня в Муниципальном районе Альшеевский район Республики Башкортостан России, относится к Абдрашитовскому сельсовету. 

## Население
| 2002 | 2009 | 2010 |
| ---- | ---- | ---- |
| 46   | ↗49  | ↗56  |

Согласно переписи 2002 года, преобладающие национальности — русские (54 %), башкиры (35 %).

## Географическое положение
Расстояние до:
- районного центра (Раевский): 31 км,
- центра сельсовета (Абдрашитово): 13 км,
- ближайшей железнодорожной станции (Раевка): 31 км.